# Falsche Schwimmratte
Die Falsche Schwimmratte (Xeromys myoides) – in Abgrenzung der Gattung der (Echten) Schwimmratten (Hydromys) – ist eine Nagetierart aus der Gruppe der Altweltmäuse (Murinae).

## Merkmale
Falsche Schwimmratten haben einen stromlinienförmigen Körperbau, der Kopf ist länglich, die Ohren sind klein und rund und die Augen ebenfalls klein. Ihr Fell ist an der Oberseite dunkelgrau gefärbt, die Unterseite ist heller. Die Pfoten sind mit feinen weißen Haaren bedeckt. Im Gegensatz zu den meisten anderen Altweltmäusen haben sie nur zwei Molaren pro Kieferhälfte. Sie erreichen eine Kopfrumpflänge von 11 bis 13 Zentimetern, der Schwanz ist mit rund 9 Zentimetern relativ kurz. Ihr Gewicht beträgt 40 bis 60 Gramm.

## Verbreitung und Lebensraum
Diese Tiere leben im südlichen Neuguinea und im nördlichen Australien, es gibt Funde an der Küste des Northern Territory und Queenslands, die genauen Ausmaße sind aber nicht bekannt. Ihr Lebensraum sind Sümpfe und Mangrovengebiete.

## Lebensweise
Falsche Schwimmratten errichten Nestern aus Blättern und Schlamm, in denen sie den Tag verbringen. Die Nester liegen an den Wurzeln der Mangrovebäume, sie erinnern an Termitenhügel und werden bis zu 60 Zentimeter hoch. Vom Nest aus führen mehrere Gänge unter die Erde. In diesen Nestern leben bis zu acht Tiere, ein Männchen, mehrere Weibchen und die gemeinsamen Jungtiere. In der Nacht begeben sie sich auf Nahrungssuche, sie fressen Krebse, Würmer und andere Kleintiere.

## Gefährdung
Hauptgefährdung für die Falsche Schwimmratte stellt die Zerstörung ihres Lebensraums sowie die Verschmutzung der Gewässer dar. Ihr Verbreitungsgebiet ist stark zersplittert und klein, die IUCN listet die Art als „gefährdet“ (vulnerable).

## Systematik
Die Falsche Schwimmratte bildet zusammen mit den Gattungen Leptomys und Pseudohydromys die Xeromys-Gruppe innerhalb der Altweltmäuse. 
Nach genetischen Untersuchungen von Lecompte et al. (2008) sind die Tiere der Xeromys-Gruppe Teil einer vorwiegend in Neuguinea und Australien verbreiteten Radiation der Altweltmäuse, den Hydromyini. Diese Radiation umfasst noch die Chrotomys-Gruppe, die Hydromys-Gruppe, die Lorentzimys-Gruppe, die Pogonomys-Gruppe, die Pseudomys-Gruppe und die Uromys-Gruppe. Mit den Eigentlichen Ratten (Rattus) sind sie hingegen nur entfernt verwandt.